# Ex Works

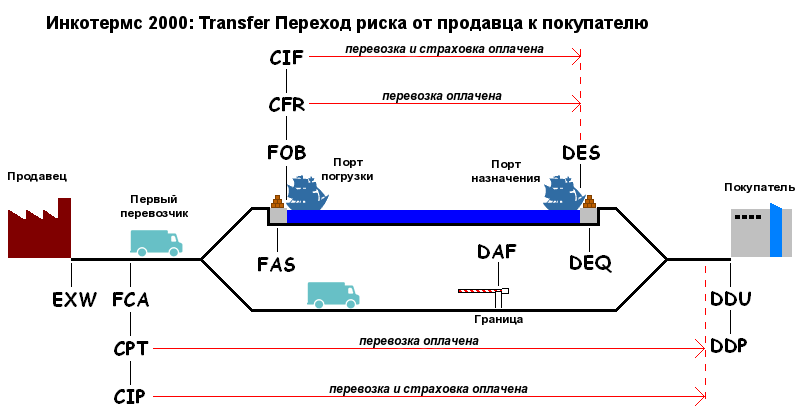
Области действия терминов Инкотермс.

EXW (сокр. от англ. Ex Works букв. с завода; нем. — ab Werk) — «Франко завод» с указанием названия места завода, термин Инкотермс. Также применяется русское «самовывоз».
Ответственность продавца заканчивается при передаче товара покупателю или нанятому им перевозчику в помещении продавца (например, завод, фабрика, склад, магазин и пр.); продавец не отвечает ни за погрузку товара на транспорт, ни за уплату таможенных платежей, ни за таможенное оформление экспортируемого товара; покупатель несёт все расходы по вывозу товара со склада, перевозке, таможенному оформлению и т. д. Всегда употребляется с указанием местоположения продавца, например, «самовывоз из ПАО „Концерн Стирол“ г. Горловка».
По базису поставки EXW покупатель несет все виды риска и все расходы по перемещению товара с территории продавца до указанного места назначения. Данный термин возлагает, таким образом, минимальные обязанности на продавца, и покупатель должен нести все расходы и риски в связи с перевозкой товара от предприятия продавца к месту назначения. Условия EXW не могут применяться, когда покупатель не в состоянии выполнить прямо или косвенно экспортные формальности.
Несмотря на то, что всё чаще продавцы помогают с погрузкой, при разработке Инкотермс-2000 было решено оставить традиционное понимание EXW: покупатель принимает отложенное для него количество товара, и вся ответственность переходит ему. Если продавец помогает погрузить товар — то тоже за счёт покупателя. Но стороны могут договориться, что продавец грузит товар за свой счёт.